# Dimoksamina
Dimoksamina, ariadna – organiczny związek chemiczny z grupy psychodelicznych fenyloetyloamin, homolog 2C-D i DOM. Zsyntetyzowana po raz pierwszy przez Alexandra Shulgina, opisana w PiHKAL z dawkowaniem do 32 mg oraz nieokreślonym czasem trwania efektów.